# Пејтон Мајер
Пејтон Мајер (енгл. Peyton Meyer; 28. новембар 1998) амерички је глумац. Најпознатији је по својој улози као Лукас Фрајер у телевизијској серији Девојчица упознаје свет Disney Channel-а и својој ранијој споредној улози као Вес Манинг у серији Пас Стен и његов блог Disney Channel-а.

## Филмографија
| Година     | Српски наслов            | Оригинални наслов | Улога             | Напомене                                                                           |
| ---------- | ------------------------ | ----------------- | ----------------- | ---------------------------------------------------------------------------------- |
| 2013–2014. | Пас Стен и његов блог    |                   | Вес Манинг        | споредна улога; 7 епизода                                                          |
| 2014–2017. | Девојчица упознаје свет  |                   | Лукас Фрајер      | главна улога                                                                       |
| 2015.      | Другарице за сва времена |                   | Лукас Фрајер      | епизода: „Сидино и Шелбино уклето бекство”                                         |
| 2016.      | Н/Д                      |                   | Томи              | филм                                                                               |
| 2017.      | Н/Д                      |                   | Итан              | веб-серија, 6 епизода                                                              |
| 2018–2021. | Америчка домаћица        |                   | Тип Виндсор       | споредна улога (2–5. сезона)                                                       |
| 2019.      | Вејн                     |                   | Бредли            | епизода: „Заувек ћу бити последњи”                                                 |
| 2019.      | Н/Д                      |                   | себе              | епизода: „Молерови против Бролерових против Наследника 3 против Америчке домаћице” |
| 2021.      | Он је тај                |                   | Џордан ван Дранен |                                                                                    |